# Olympische Zomerspelen 1908
De Olympische Zomerspelen van de IVe Olympiade werden in 1908 gehouden in Londen, Groot-Brittannië. In eerste instantie hadden Berlijn, Milaan en Rome zich genomineerd. De Spelen werden uiteindelijk aan Rome toegekend. Echter, na de uitbarsting van de Vesuvius op 7 april 1906, waarbij de stad Napels werd verwoest, werden de gelden die bestemd waren voor de Olympische Spelen aangewend om de stad weer op te bouwen. Londen werd vervolgens aangewezen als vervangende locatie. De Spelen vonden plaats naast de Frans-Britse Expo, die op dat moment een veel belangrijkere gebeurtenis was. Het Brits Olympisch Comité had onder leiding van lord Desborough in enkele maanden tijd een stadion met zeventigduizend plaatsen gebouwd. Dit stadion, het White City Stadium, gelegen in Shepherd's Bush, was vrij revolutionair: niet alleen was er een atletiekbaan, er waren ook nog eens een wielerpiste en een zwembassin van 100 meter lang.

## Hoogtepunten
- De Zomerspelen van 1908 duurden drie en een halve maand.
- Er waren een aantal nieuwe sporttakken aanwezig op de Spelen: Grieks-Romeins worstelen, jeu de paume, rackets, veldhockey, polo, kunstschaatsen, kaatsen en motorbootracen.
- Op deze Spelen werden ook voor het eerst wintersportonderdelen gehouden. De vier onderdelen in het kunstrijden op de schaats werden wel niet tegelijkertijd, maar met een verschil van een aantal maanden met de Zomerspelen gehouden.
- De lengte van de marathon werd voor het eerst vastgesteld op 42 kilometer en 195 meter. De start werd verplaatst zodat de koninklijke familie er zicht op had vanaf het oostterras van Windsor Castle. Deze afstand werd later door de internationale atletiekbond als officiële afstand voor de marathon overgenomen.
- De landenparade zorgde voor enige controverses, aangezien de deelnemers achter de vlag van hun land moesten lopen.
  - Het Finse team zou achter de Russische vlag moeten lopen, aangezien Finland van 1808 tot eind 1917 deel uitmaakte van Rusland.
  - Een groot aantal van de Ierse deelnemers weigerde deel uit te maken van het Britse team en trok zich daarom terug.
  - De Zweedse vlag werd niet getoond in het stadion, daarop besloten de Zweden niet deel te nemen aan de openingsceremonie.
  - Ook de Amerikaanse vlag werd niet getoond in het stadion, daarop besloot de drager van de vlag, olympisch kampioen kogelstoten 1904 Ralph Rose, niet, zoals gebruikelijk, de vlag te buigen naar de koninklijke loge. Martin Sheridan, olympisch kampioen discuswerpen 1904, 1906 en 1908, maakte later de opmerking: This flag dips no earthly king (deze vlag buigt niet voor een aardse koning).[2] Dit had tot gevolg dat bij latere spelen de vlaggendrager van Amerika de druk van het hele land op zich voelde om de vlag niet te buigen in de richting van de hoogwaardigheidsbekleders.
- Na de spelen van 1908 werden de regels voor de sporten gestandaardiseerd en zouden er voortaan juryleden uit verschillende landen worden ingezet. Dit was het gevolg van een aantal incidenten. De meeste incidenten vonden plaats tijdens de atletiekwedstrijden. Bij deze wedstrijden oogstten de Amerikanen de meeste medailles, tegen de zin van het Engelse publiek. Zo kwam het tijdens de finale van de 400 m, die nog niet in banen werd gelopen, tot een ernstig incident. De Amerikanen John Carpenter, William Robbins en John Taylor namen het op tegen de Brit Wyndham Halswelle. Toen de atleten de laatste bocht inkwamen ontstond er een grote duwpartij. Halswelle probeerde de op kop lopende Carpenter in te halen, maar deze drong hem van de piste. Het werd gezien als een 'tactische' manoeuvre. Maar de starter Harry Goble had al zijn arm opgestoken en na een hevige discussie van wel een halfuur tussen de officials van beide landen luidde het oordeel: 'No race'.[3] De jury sloot de Amerikaan Carpenter uit en besliste dat de finale opnieuw moest worden gelopen. De twee andere Amerikanen weigerden echter om opnieuw te starten. Dit betekende dat de Brit Wyndham Halswelle alleen liep en zo olympisch kampioen werd. Niet alleen in de atletiek, maar ook in het wielrennen en het schermen waren er incidenten.

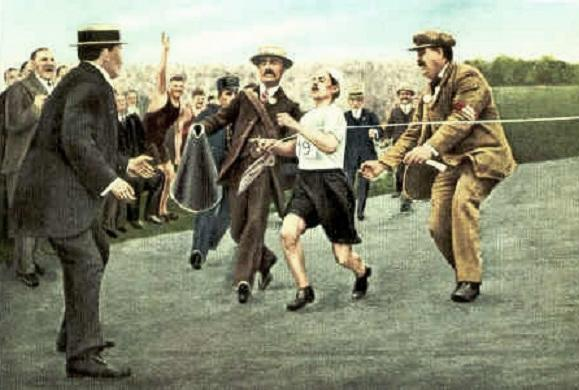
Marathonloper Dorando Pietri wordt over de finishlijn geholpen.

- Dorando Pietri kwam als eerste het stadion binnen bij de marathon. Bij het binnenkomen sloeg hij verkeerdelijk links- in plaats van rechtsaf. Officials probeerden Pietri weer op de goede weg te brengen. In de laatste ronde zakte hij een aantal keer in elkaar en werd uiteindelijk door twee officials over de finishlijn geleid op het ogenblik dat de Amerikaan John Hayes de piste op liep. De Amerikanen dienden een klacht in tegen de hulp die Pietri had gekregen. Dit had diskwalificatie tot gevolg. Koningin Alexandra besloot Pietri echter een dag later een gouden beker te geven, om hem te eren voor zijn resultaat.

## Sporten
Tijdens de Olympische Zomerspelen van 1908 werd er gesport in 24 disciplines binnen 22 sporten.

### Mutaties
| Sport          | Nieuw | Verdwenen (t.o.v. 1904) | Wijzigingen/Opmerkingen                                                                                                   |
| -------------- | --- | --- | --- |
| Atletiek       | 5 mijl (m) 3500 m snelwandelen (m) 10 mijl snelwandelen (m) discuswerpen (vrije stijl, m) speerwerpen (vrije stijl, m) | 60 m (m) 200 m horden (m) hink-stap-springen uit stand (m) gewichtwerpen (m) driekamp (m) tienkamp (m)                             | 2590 m steeple wordt 3200 m steeple 4 mijl team wordt Olympische estafette 4 mijl team wordt 3 mijl team Nu 26 onderdelen |
| Boksen         | | vlieggewicht (m) weltergewicht (m)                                                                                                 | Nu 5 onderdelen |
| Boogschieten   | continentale stijl (m) | dubbele Amerikaanse ronde (m) team (m) dubbele Colombia ronde (v) team (v)                                                         | Nu 3 onderdelen |
| Gewichtheffen  | | eenhandig (m) tweehandig (v) | helemaal verdwenen |
| Golf           | | ind. (m) team (m) | helemaal verdwenen |
| Hockey         | mannen | | nieuw, debuut |
| Jeu de paume   | mannen | | nieuw, debuut |
| Kunstrijden    | mannen speciale figuren (m) vrouwen paren | | nieuw, debuut |
| Motorbootracen | mannen | | nieuw, debuut |
| Polo           | mannen | | nieuw |
| Rackets        | mannen | | nieuw, debuut |
| Roeien         | | dubbel-twee (m) | Nu 4 onderdelen |
| Roque          | | mannen | helemaal verdwenen |
| Rugby          | mannen | | nieuw, terugkeer |
| Schermen       | degen team (m) sabel team (m) | floret ind. (m) floret team (m) stokschermen (m)                                                                                   | Nu 4 onderdelen |
| Schietsport    | vrij geweer 300 m drie houdingen ind. (m) vrij geweer 300 m drie houdingen team (m) militair geweer ind. (m) militair geweer team (m) kleinkalibergeweer ind. (m) kleinkalibergeweer team (m) kleinkalibergeweer bewegend doel (m) kleinkalibergeweer verdwijnend doel (m) enkel shot op lopend hert, ind. (m) enkel shot op lopend hert team (m) dubbel shot op lopend hert (m) pistool ind. (m) pistool team (m) trap ind. (m) trap team (m) | | nieuw, terugkeer |
| Schoonspringen | 3 m plank (m) | afsprong met uitdrijven (m) | Nu 2 onderdelen |
| Tennis         | enkelspel (indoor, m) enkelspel (indoor, v) enkelspel (outdoor, v) dubbelspel (indoor, m) | | Nu 6 onderdelen |
| Turnen         | | driekamp (m) paard voltige (m) ringen (m) sprong (m) brug (m) rekstok (m) meerkamp toestellen (m) knotszwaaien (m) touwklimmen (m) | Nu 2 onderdelen |
| Wielrennen     | tandem (m) ploegenachtervolging (m) | | Mijlen zijn weer in kilometers, waardoor nieuwe afstanden ontstonden Nu 7 onderdelen                                      |
| Worstelen      | lichtgewicht (grieks-romeins, m) middengewicht (grieks-romeins, m) halfzwaargewicht (grieks-romeins, m) zwaargewicht (grieks-romeins, m) middengewicht (vrije stijl, m) | licht vlieggewicht (vrije stijl, m) vlieggewicht (vrije stijl, m) weltergewicht (vrije stijl, m)                                   | Nu 9 onderdelen |
| Zeilen         | 6 m (m) 7 m (m) 8 m (m) 12 m (m) | | nieuw, terugkeer |
| Zwemmen        | | | yards zijn weer in meters, waardoor nieuwe afstanden ontstonden Nu 6 onderdelen                                           |
|                | 49 | 34 | 5 |

## Kalender
| ● | Openingsceremonie |  | Wedstrijden | ● | Wedstrijden met medailles | ● | Sluitingsceremonie |

De evenementen van de Olympische Zomerspelen 1908 waren verspreid over 6 maanden. Om de sporten te zien, klik je op "weergeven" naast de maand in de tabel.
| april - mei    | ma 27 | di 28 | wo 29 | do 30 | vr 1 | za 2 | zo 3 | ma 4 | di 5 | wo 6 | do 7 | vr 8 | za 9 | zo 10 | ma 11 | di 12 | wo 13 | do 14 | vr 15 | za 16 | zo 17 | ma 18 | di 19 | wo 20 | do 21 | vr 22 | za 23 | zo 24 | ma 25 | di 26 | wo 27 | do 28 | vr 29 | za 30 | zo 31 | Tot. |
| -------------- | ----- | ----- | ----- | ----- | ---- | ---- | ---- | ---- | ---- | ---- | ---- | ---- | ---- | ----- | ----- | ----- | ----- | ----- | ----- | ----- | ----- | ----- | ----- | ----- | ----- | ----- | ----- | ----- | ----- | ----- | ----- | ----- | ----- | ----- | ----- | ---- |
| Rackets        |       |       | ●     |       | ●    |      |      |      |      |      |      |      |      |       |       |       |       |       |       |       |       |       |       |       |       |       |       |       |       |       |       |       |       |       |       | 2    |
| Jeu de paume   |       |       |       |       |      |      |      |      |      |      |      |      |      |       |       |       |       |       |       |       |       |       |       |       |       |       | ●     |       |       |       |       |       |       |       |       | 1    |
| Totaal         |       |       | 1     |       | 1    |      |      |      |      |      |      |      |      |       |       |       |       |       |       |       |       |       |       |       |       |       | 1     |       |       |       |       |       |       |       |       | 3    |
| Cumulatief     |       |       | 1     |       | 2    |      |      |      |      |      |      |      |      |       |       |       |       |       |       |       |       |       |       |       |       |       | 3     |       |       |       |       |       |       |       |       | 3    |
| Ceremonies     | ●     |       |       |       |      |      |      |      |      |      |      |      |      |       |       |       |       |       |       |       |       |       |       |       |       |       |       |       |       |       |       |       |       |       |       |      |
| april/mei 1908 | ma 27 | di 28 | wo 29 | do 30 | vr 1 | za 2 | zo 3 | ma 4 | di 5 | wo 6 | do 7 | vr 8 | za 9 | zo 10 | ma 11 | di 12 | wo 13 | do 14 | vr 15 | za 16 | zo 17 | ma 18 | di 19 | wo 20 | do 21 | vr 22 | za 23 | zo 24 | ma 25 | di 26 | wo 27 | do 28 | vr 29 | za 30 | zo 31 | Tot. |

| juni            | ma 1 | di 2 | wo 3 | do 4 | vr 5 | za 6 | zo 7 | ma 8 | di 9 | wo 10 | do 11 | vr 12 | za 13 | zo 14 | ma 15 | di 16 | wo 17 | do 18 | vr 19 | za 20 | zo 21 | ma 22 | di 23 | wo 24 | do 25 | vr 26 | za 27 | zo 28 | ma 29 | di 30 | Tot. |
| --------------- | ---- | ---- | ---- | ---- | ---- | ---- | ---- | ---- | ---- | ----- | ----- | ----- | ----- | ----- | ----- | ----- | ----- | ----- | ----- | ----- | ----- | ----- | ----- | ----- | ----- | ----- | ----- | ----- | ----- | ----- | ---- |
| Polo            |      |      |      |      |      |      |      |      |      |       |       |       |       |       |       |       |       |       |       |       | ●     |       |       |       |       |       |       |       |       |       | 1    |
| Overige sporten |      |      |      |      |      |      |      |      |      |       |       |       |       |       |       |       |       |       |       |       |       |       |       |       |       |       |       |       |       |       | 3    |
| Totaal          |      |      |      |      |      |      |      |      |      |       |       |       |       |       |       |       |       |       |       |       | 1     |       |       |       |       |       |       |       |       |       | 4    |
| Cumulatief      |      |      |      |      |      |      |      |      |      |       |       |       |       |       |       |       |       |       |       |       | 4     |       |       |       |       |       |       |       |       |       | 4    |
| juni 1908       | ma 1 | di 2 | wo 3 | do 4 | vr 5 | za 6 | zo 7 | ma 8 | di 9 | wo 10 | do 11 | vr 12 | za 13 | zo 14 | ma 15 | di 16 | wo 17 | do 18 | vr 19 | za 20 | zo 21 | ma 22 | di 23 | wo 24 | do 25 | vr 26 | za 27 | zo 28 | ma 29 | di 30 | Tot. |

| juli            | wo 1 | do 2 | vr 3 | za 4 | zo 5 | ma 6 | di 7 | wo 8 | do 9 | vr 10 | za 11 | zo 12 | ma 13 | di 14 | wo 15 | do 16 | vr 17 | za 18 | zo 19 | ma 20 | di 21 | wo 22 | do 23 | vr 24 | za 25 | zo 26 | ma 27 | di 28 | wo 29 | do 30 | vr 31 | Tot. |
| --------------- | ---- | ---- | ---- | ---- | ---- | ---- | ---- | ---- | ---- | ----- | ----- | ----- | ----- | ----- | ----- | ----- | ----- | ----- | ----- | ----- | ----- | ----- | ----- | ----- | ----- | ----- | ----- | ----- | ----- | ----- | ----- | ---- |
| Atletiek        |      |      |      |      |      |      |      |      |      |       |       |       |       | ●     | ●     | ●     | ●     | ●     |       | ●     | ●     | ●     | ●     | ●     | ●     |       |       |       |       |       |       | 26   |
| Boogschieten    |      |      |      |      |      |      |      |      |      |       |       |       |       |       |       |       |       | ●     |       | ●     |       |       |       |       |       |       |       |       |       |       |       | 3    |
| Roeien          |      |      |      |      |      |      |      |      |      |       |       |       |       |       |       |       |       |       |       |       |       |       |       |       |       |       |       |       |       |       | ●     | 4    |
| Schermen        |      |      |      |      |      |      |      |      |      |       |       |       |       |       |       |       |       |       |       |       |       |       |       | ●     |       |       |       |       |       |       |       | 4    |
| Schietsport     |      |      |      |      |      |      |      |      | ●    | ●     | ●     |       |       |       |       |       |       |       |       |       |       |       |       |       |       |       |       |       |       |       |       | 15   |
| Schoonspringen  |      |      |      |      |      |      |      |      |      |       |       |       |       |       |       |       |       | ●     |       |       |       |       |       | ●     |       |       |       |       |       |       |       | 2    |
| Tennis          |      |      |      |      |      |      |      |      | ●    |       | ●     |       |       |       |       |       |       |       |       |       |       |       |       |       |       |       |       |       |       |       |       | 6    |
| Touwtrekken     |      |      |      |      |      |      |      |      |      |       |       |       |       |       |       |       |       | ●     |       |       |       |       |       |       |       |       |       |       |       |       |       | 1    |
| Turnen          |      |      |      |      |      |      |      |      |      |       |       |       |       |       | ●     | ●     |       |       |       |       |       |       |       |       |       |       |       |       |       |       |       | 2    |
| Waterpolo       |      |      |      |      |      |      |      |      |      |       |       |       |       |       |       |       |       |       |       |       |       | ●     |       |       |       |       |       |       |       |       |       | 1    |
| Wielersport     |      |      |      |      |      |      |      |      |      |       |       |       |       | ●     | ●     | ●     | ●     | ●     |       |       |       |       |       |       |       |       |       |       |       |       |       | 7    |
| Worstelen       |      |      |      |      |      |      |      |      |      |       |       |       |       |       |       |       |       |       |       | ●     |       | ●     | ●     | ●     | ●     |       |       |       |       |       |       | 9    |
| Zeilen          |      |      |      |      |      |      |      |      |      |       |       | ●     |       |       |       |       |       |       |       |       |       |       |       |       |       |       |       |       | ●     |       |       | 4    |
| Zwemmen         |      |      |      |      |      |      |      |      |      |       |       |       |       |       |       | ●     | ●     | ●     |       | ●     |       |       |       | ●     | ●     |       |       |       |       |       |       | 6    |
| Overige sporten |      |      |      |      |      |      |      |      |      |       |       |       |       |       |       |       |       |       |       |       |       |       |       |       |       |       |       |       |       |       |       | 4    |
| Totaal          |      |      |      |      |      |      |      |      | 3    | 4     | 14    | 1     |       | 4     | 5     | 5     | 4     | 10    |       | 4     | 2     | 7     | 4     | 10    | 6     |       |       |       | 3     |       | 4     | 94   |
| Cumulatief      |      |      |      |      |      |      |      |      | 7    | 11    | 25    | 26    |       | 30    | 35    | 40    | 44    | 54    |       | 58    | 60    | 67    | 71    | 81    | 87    |       |       |       | 90    |       | 94    | 94   |
| juli 1908       | wo 1 | do 2 | vr 3 | za 4 | zo 5 | ma 6 | di 7 | wo 8 | do 9 | vr 10 | za 11 | zo 12 | ma 13 | di 14 | wo 15 | do 16 | vr 17 | za 18 | zo 19 | ma 20 | di 21 | wo 22 | do 23 | vr 24 | za 25 | zo 26 | ma 27 | di 28 | wo 29 | do 30 | vr 31 | Tot. |

| augustus        | za 1 | zo 2 | ma 3 | di 4 | wo 5 | do 6 | vr 7 | za 8 | zo 9 | ma 10 | di 11 | wo 12 | do 13 | vr 14 | za 15 | zo 16 | ma 17 | di 18 | wo 19 | do 20 | vr 21 | za 22 | zo 23 | ma 24 | di 25 | wo 26 | do 27 | vr 28 | za 29 | zo 30 | ma 31 | Tot. |
| --------------- | ---- | ---- | ---- | ---- | ---- | ---- | ---- | ---- | ---- | ----- | ----- | ----- | ----- | ----- | ----- | ----- | ----- | ----- | ----- | ----- | ----- | ----- | ----- | ----- | ----- | ----- | ----- | ----- | ----- | ----- | ----- | ---- |
| Motorbootracen  |      |      |      |      |      |      |      |      |      |       |       |       |       |       |       |       |       |       |       |       |       |       |       |       |       |       |       | ●     | ●     |       |       | 3    |
| Overige sporten |      |      |      |      |      |      |      |      |      |       |       |       |       |       |       |       |       |       |       |       |       |       |       |       |       |       |       |       |       |       |       | 94   |
| Totaal          |      |      |      |      |      |      |      |      |      |       |       |       |       |       |       |       |       |       |       |       |       |       |       |       |       |       |       | 1     | 2     |       |       | 97   |
| Cumulatief      |      |      |      |      |      |      |      |      |      |       |       |       |       |       |       |       |       |       |       |       |       |       |       |       |       |       |       | 95    | 97    |       |       | 97   |
| augustus 1908   | za 1 | zo 2 | ma 3 | di 4 | wo 5 | do 6 | vr 7 | za 8 | zo 9 | ma 10 | di 11 | wo 12 | do 13 | vr 14 | za 15 | zo 16 | ma 17 | di 18 | wo 19 | do 20 | vr 21 | za 22 | zo 23 | ma 24 | di 25 | wo 26 | do 27 | vr 28 | za 29 | zo 30 | ma 31 | Tot. |

| oktober         | do 1 | vr 2 | za 3 | zo 4 | ma 5 | di 6 | wo 7 | do 8 | vr 9 | za 10 | zo 11 | ma 12 | di 13 | wo 14 | do 15 | vr 16 | za 17 | zo 18 | ma 19 | di 20 | wo 21 | do 22 | vr 23 | za 24 | zo 25 | ma 26 | di 27 | wo 28 | do 29 | vr 30 | za 31 | Tot. |
| --------------- | ---- | ---- | ---- | ---- | ---- | ---- | ---- | ---- | ---- | ----- | ----- | ----- | ----- | ----- | ----- | ----- | ----- | ----- | ----- | ----- | ----- | ----- | ----- | ----- | ----- | ----- | ----- | ----- | ----- | ----- | ----- | ---- |
| Boksen          |      |      |      |      |      |      |      |      |      |       |       |       |       |       |       |       |       |       |       |       |       |       |       |       |       |       | ●     |       |       |       |       | 5    |
| Hockey          |      |      |      |      |      |      |      |      |      |       |       |       |       |       |       |       |       |       |       |       |       |       |       |       |       |       |       |       |       |       | ●     | 1    |
| Kunstrijden     |      |      |      |      |      |      |      |      |      |       |       |       |       |       |       |       |       |       |       |       |       |       |       |       |       |       |       |       | ●     |       |       | 4    |
| Lacrosse        |      |      |      |      |      |      |      |      |      |       |       |       |       |       |       |       |       |       |       |       |       |       |       | ●     |       |       |       |       |       |       |       | 1    |
| Rugby           |      |      |      |      |      |      |      |      |      |       |       |       |       |       |       |       |       |       |       |       |       |       |       |       |       | ●     |       |       |       |       |       | 1    |
| Voetbal         |      |      |      |      |      |      |      |      |      |       |       |       |       |       |       |       |       |       |       |       |       |       |       | ●     |       |       |       |       |       |       |       | 1    |
| Overige sporten |      |      |      |      |      |      |      |      |      |       |       |       |       |       |       |       |       |       |       |       |       |       |       |       |       |       |       |       |       |       |       | 97   |
| Totaal          |      |      |      |      |      |      |      |      |      |       |       |       |       |       |       |       |       |       |       |       |       |       |       | 2     |       | 1     | 5     |       | 4     |       | 1     | 110  |
| Cumulatief      |      |      |      |      |      |      |      |      |      |       |       |       |       |       |       |       |       |       |       |       |       |       |       | 9     |       | 100   | 105   |       | 109   |       | 110   | 110  |
| Ceremonies      |      |      |      |      |      |      |      |      |      |       |       |       |       |       |       |       |       |       |       |       |       |       |       |       |       |       |       |       |       |       | ●     |      |
| oktober 1908    | do 1 | vr 2 | za 3 | zo 4 | ma 5 | di 6 | wo 7 | do 8 | vr 9 | za 10 | zo 11 | ma 12 | di 13 | wo 14 | do 15 | vr 16 | za 17 | zo 18 | ma 19 | di 20 | wo 21 | do 22 | vr 23 | za 24 | zo 25 | ma 26 | di 27 | wo 28 | do 29 | vr 30 | za 31 | Tot. |

## Deelnemende landen

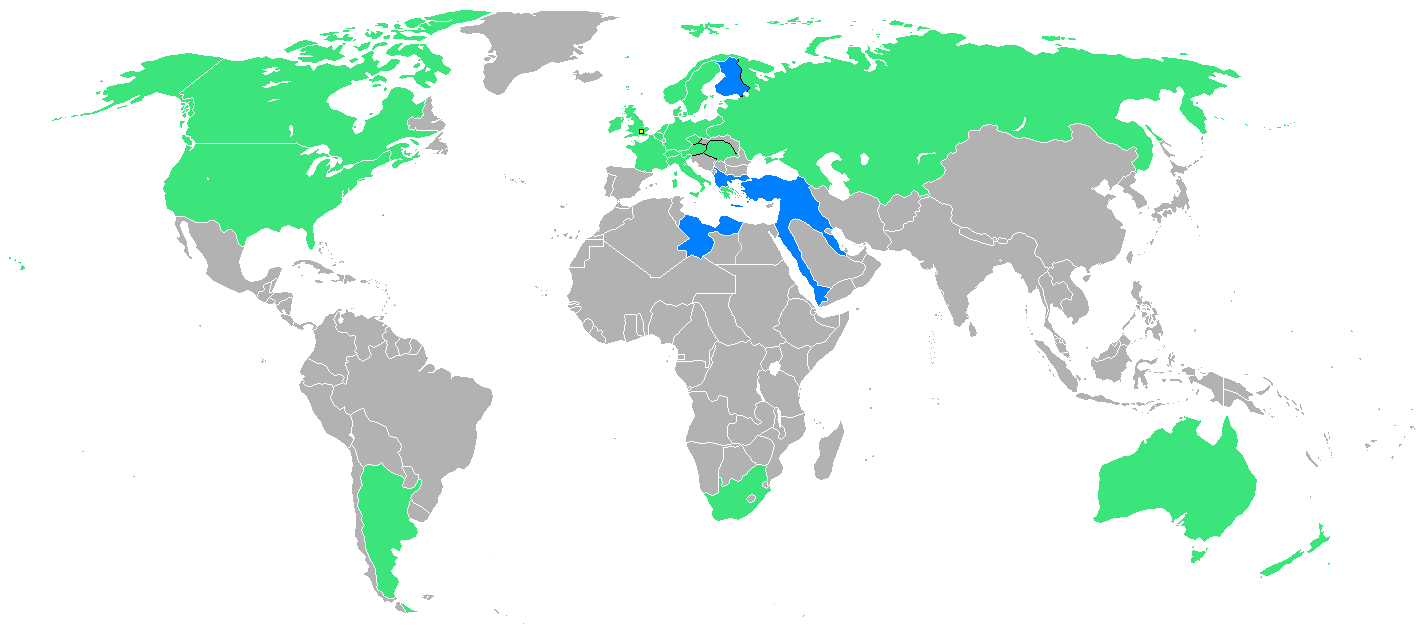

Aan de Spelen deden atleten uit 22 landen mee. Finland, Nieuw-Zeeland (als onderdeel van Australazië) en Turkije debuteerden.

### Belgische prestaties
De Belgische atleten waren weer van de partij na de Spelen van 1904 gemist te hebben. Zij tekenden enkele opmerkelijke resultaten neer.
- Paul Van Asbroeck veroverde de gouden medaille in het pistoolschieten. Verder veroverde België nog twee zilveren medailles in het schieten.
- In het schermen eindigde het Belgische degenteam verdienstelijk op de derde plaats.
- De waterpoloploeg kwam tot in de finale, maar moest het daarin afleggen tegen het team uit Groot-Brittannië.

Medailles
| Medaille   | Winnaar             | Onderdeel                                                |
| ---------- | ------------------- | -------------------------------------------------------- |
| Goud (1)   | Paul Van Asbroeck   | schietsport, revolver en pistool 50 y staand-individueel |
| Zilver (5) | Heren pistoolteam   | schietsport, revolver en pistool 50 y staand-teams       |
| Zilver (5) | Reginald Storms     | schietsport, revolver en pistool 50 y staand-individueel |
| Zilver (5) | Heren waterpoloteam | waterpolo                                                |
| Zilver (5) | Heren roeien        | roeien, achten, Koninklijke Roeivereniging Club Gent.    |
| Zilver (5) | Heren zeilen        | zeilen, 6 m                                              |
| Brons (2)  | Heren schermteam    | schermen, degen-teams                                    |
| Brons (2)  | Joseph Werbrouck    | wielrennen, 20 km                                        |

### Nederlandse prestaties
- Het Nederlandse team was met 112 deelnemers (allen mannen) vertegenwoordigd. Het herenvoetbalteam en de mannen vier zonder stuurman (roeien) wonnen bronzen medailles.

Medailles
| Medaille  | Winnaar           | Onderdeel           |
| --------- | ----------------- | ------------------- |
| Brons (2) | Heren voetbalteam | voetbal             |
| Brons (2) | Heren roeiteam    | roeien, vier zonder |

## Medaillespiegel
Er werden 323 medailles uitgereikt. Het IOC stelt officieel geen medailleklassement op, maar geeft desondanks een medailletabel ter informatie. In het klassement wordt eerst gekeken naar het aantal gouden medailles, vervolgens de zilveren medailles en tot slot de bronzen medailles.
In de volgende tabel staat de top 10 en het Nederlandse resultaat. Het gastland heeft een blauwe achtergrond en het grootste aantal medailles in elke categorie is vetgedrukt.
Zie de medaillespiegel van de Olympische Zomerspelen 1908 voor de volledige weergave.
| Plaats | Land             | NOC | Goud | Zilver | Brons | Totaal |
| ------ | ---------------- | --- | ---- | ------ | ----- | ------ |
| 1      | Groot-Brittannië | GBR | 56   | 51     | 39    | 146    |
| 2      | Verenigde Staten | USA | 23   | 12     | 12    | 47     |
| 3      | Zweden           | SWE | 8    | 6      | 11    | 25     |
| 4      | Frankrijk        | FRA | 5    | 5      | 9     | 19     |
| 5      | Duitsland        | GER | 3    | 5      | 5     | 13     |
| 6      | Hongarije        | HUN | 3    | 4      | 2     | 9      |
| 7      | Canada           | CAN | 3    | 3      | 10    | 16     |
| 8      | Noorwegen        | NOR | 2    | 3      | 3     | 8      |
| 9      | Italië           | ITA | 2    | 2      | 0     | 4      |
| 10     | België           | BEL | 1    | 5      | 2     | 8      |
|        |                  |     |      |        |       |        |
| 17     | Nederland        | NED | 0    | 0      | 2     | 2      |

Atletiek · Boksen · Boogschieten · Hockey · Jeu de paume · Kunstrijden · Lacrosse · Motorbootracen · Polo · Rackets · Roeien · Rugby · Schermen · Schietsport · Schoonspringen · Tennis · Touwtrekken · Turnen · Voetbal · Waterpolo · Wielersport · Worstelen · Zeilen · Zwemmen
Argentinië · Australazië · België · Bohemen · Canada · Denemarken · Duitsland · Finland · Frankrijk · Griekenland · Groot-Brittannië · Hongarije · Italië · Nederland · Noorwegen · Oostenrijk · Rusland · Turkije · Verenigde Staten · Zuid-Afrika · Zweden · Zwitserland
Olympische Zomerspelen
Olympische Winterspelen
Gerelateerd
Olympische Jeugdspelen · Paralympische Spelen · Deaflympische Spelen · Special Olympic World Games
IOC · COA · BOIC · NOC*NSF · NAOC · SOC
- Gemeinsame Normdatei: 2090710-2
- Library of Congress Control Number: n85302725
- Nationale Bibliotheek van Tsjechië: kn20120522007
- Virtual International Authority File: 158952362